# Громадський простір (портал)
Громадський Простір — український інформаційний портал, заснований у 2001 році Міжнародним фондом "Відродження". З січня 2006 року його роботою опікується ГО "Інформаційно-аналітичний центр "Громадський простір". Іншим відомим інформаційним ресурсом цієї ж організації є портал Європейський простір [Архівовано 8 жовтня 2021 у Wayback Machine.].

## Основна інформація
Портал Громадський простір є одним із ключових інструментів реалізації місії ГО ІАЦ «Громадський Простір» — сприяння розвитку громадянського суспільства України через використання інформаційно-комунікаційних технологій, створення та поширення інформаційних продуктів (ресурсів, баз даних та іншої інформації).
Згідно з баченням цієї громадської організації, Prostir.Ua є вебплатформою, на якій представлено новини, події, аналітику, а також широкий спектр інтерактивних сервісів для підвищення ефективності та презентації роботи громадських організацій. В той же час "Громадський Простір — не просто джерело оперативної та актуальної інформації про діяльність неурядових організацій, але й медіатор комунікаційних процесів в громадському секторі".
Команда Громадського простору перемогла в номінації найкраща PR-просвіта приватного конкурсу Піранья 2017.
Портал згадується в переліках засобів масової інформації третього сектору та джерел про можливості для розвитку організацій. Він регулярно входить у списки найчастіше відвідуваних представниками НУО ресурсів. В матеріалах міжнародного форуму громадських організацій, підготовлених Лабораторією законодавчих ініціатив у 2008 році, портал згадується як основний депозитарій продуктів НУО та інформації про їх діяльність в Україні.
Велика та активна аудиторія порталу дозволяє різним організаціям розглядати результати обговорень публікацій на порталі та опитування як форму громадського обговорення проєктів. Зображення, відеоматеріали та публікації Громадського простору часто використовуються або передруковуються іншими ЗМІ, потрапляють у фокус уваги урядовців. На матеріали порталу посилаються в академічних дослідженнях та в аналітичних звітах про українське громадянське суспільство, зокрема у щорічних урядових доповідях, що готував Національний інститут стратегічних досліджень в рамках виконання плану заходів на 2017 рік щодо реалізації Національної стратегії сприяння розвитку громадянського суспільства в Україні на 2016–2020 роки.

## Історія
В березні 2001 року Міжнародний фонд "Відродження" підтримав проект створення Громадянського Інтернет-Порталу civicua.org. В 2002 портал розпочав роботу, поступово додаючи нові розділи та функції, в остаточному вигляді та з нинішньою назвою портал запрацював у грудні 2003. МФ "Відродження" надавав підтримку порталу в перші роки його роботи, презентуючи його як одну з програмних діяльностей і важливу складову своїх зусиль із розбудови відкритого демократичного суспільства в Україні. Зокрема, портал є в переліку напрямків діяльності Фонду (programme areas) в європейському довіднику НУО і згаданий в міжнародному звіті Building Open Societies:
|  | Також МФ "Відродження" 2003 року заснував новий Громадянський Інтернет-Портал, який швидко став одним із найбільш поважних і популярних ресурсів інформування НУО.Оригінальний текст (англ.) IRF also established a new Civic Internet Portal (www.civicua.org) in 2003, which quickly became one of the country’s most respected and popular resources for NGO information. |

Пізніше, в різний час підтримку порталові надавали Програма розвитку ООН в Україні, Фонд Чарльза Стюарта Мотта, Представництво Європейського Союзу в Україні, Національний фонд на підтримку демократії.
Запуск порталу супроводжувався серією тренінгів з цифрової грамотності для представників НУО (спільно з ГО "Інтерньюз-Україна"). Громадський простір і надалі продовжує цю традицію, проводить навчання присвячене комунікаціям, зв'язкам з громадськістю, інтернету в роботі НУО та активізмі. Крім онлайн-підтримки громадянського суспільства, команда порталу активно долучалася до формування коаліцій та мереж НУО, зокрема, вони допомагали в проведенні ряду Форумів громадських організацій та Комунікаційно-мобілізаційного форуму громадських моніторингових організацій України “Новий вибір України” в жовтні 2004. 31 жовтня 2004 року Громадський простір став співзасновником Об'єднаного незалежного інформаційного центру — журналістської ініціативи з висвітлення перебігу виборів та протестів, викликаних їх фальсифікацією. Серед іншого, діяв цілодобовий прес-центр, що провів рекордну 25-годинну прес-конференцію, видавався новинний бюлетень "Гарячий вісник" (131 випуск за кілька тижнів роботи центру), велись інтернет-трансляції, відеоконференції. Планувалось проведення дебатів між кандидатами.
Станом на 2004 рік (за даними Encyclopedia of Developing Regional Communities with Information and Communication Technology) портал містив такі сервіси:
- стрічка новин,
- календар подій,
- поштова розсилка новин,
- вебкаталог НУО,
- хостинг для них і поштовий сервер,
- форум,
- опитування,
- пошук,
- бібліотека публікацій,
- консультування онлайн,
- біржі соціальних проєктів
- та вакансії в НУО.

Громадський простір мав також англомовну версію. Більшість із цих сервісів (крім хостингу, пошти, консультацій та форуму) доступні й сьогодні на сайті prostir.ua. На його сторінках оголошення про конкурси та гранти публікували всі ключові донори, що працюють в Україні. Десятки громадських організацій, що не мали власних сайтів, використовували хостинг порталу для інформування про свої цілі, діяльність і досягнення. Крім контенту, що додавали користувачі, в команді порталу з'явилися власні журналісти та редактори, що своїми репортажами з подій, інтерв'ю та аналітичними матеріалами перетворили Громадський простір на інтернет-ЗМІ.
З 2010 року портал заохочував НУО публікувати їхні річні звіти, десятки з них користалися цією можливістю. 2012 року почав формувати мережу регіональних репортерів.
В 2014 році портал отримав нову адресу: prostir.ua. Станом на жовтень 2021 матеріали порталу мають вільну ліцензію CC BY-SA 4.0 International.

## Співпраця
Портал "Громадський простір" як один із ключових інформаційних ресурсів третього сектору був партнером багатьох подій. Деякі з них:
- 2008-2012 — Національний конкурс «Благодійник року»;[24][25]
- 2012-2015 — Національний конкурс Благодійна Україна, дослідження стану розвитку благодійності та підготовка звіту Зелена книга української доброчинності;[26]
- 2016 — Всеукраїнський фотоконкурс "Благодійність в об'єктиві";[27]
- 2018 — Фестиваль можливостей для молоді у громадському секторі "Важливості" у Києві;[28]
- 2019 — опитування громадської думки "Мережі громадянського суспільства в Україні", в межах реалізації проєкту ЄС для розвитку громадянського суспільства.[16]
- 2021 — дослідження ефективності комунікацій у громадському секторі.[29]

Тривала співпраця з Представництвом Європейської Комісії в Україні вилилася в запуск порталу Європейський простір у 2007 році.

### Співпраця з Вікімедіа
ІАЦ Громадський простір був партнером вікіпедійного конкурсу "Пишемо про благодійність" 2012, регулярно публікує новини Фонду про конкурси та інші події.